# Sideractiidae
Sideractiidae é uma família de cnidários antozoários da ordem Corallimorpharia.

## Géneros
Secundo WORMS:
- Nectactis Gravier, 1918
- Sideractis Danielssen, 1890